# Steinkjer FK
Maillots
Le Steinkjer FK est un club norvégien de football basé à Steinkjer.

## Historique
- 1919 : fondation du club sous le nom Steinkjær I & FK
- 1988 : le club est renommé Steinkjer FK